# 仁成學校
仁成学校是中華民國大陸時期位于上海的一個由韓國独立运动人士創辦的小学教育机构。該學校的教学课程有韓國语、韓國国史、韩国地理、汉文、算术、理科、手工等。學校內嚴禁使用日語。學校的運營成本來自在上海的韓國侨民的捐款和学费。學校曾多次搬遷。

## 歷史
1916年，吕运亨、鮮于爀、金澈等人創辦上海韩人基督教小学。1917年2月，學校的校址定於上海公共租界昆明路载福里75号，學校更名為仁成学校。1919年4月，大韩民国临时政府在上海法租界成立后，仁成学校成為大韩民国临时政府下辖的教育机构。仁成学校创立初期有5名学员，1920年秋季時，学生数达到35至40名。1920年至1923年，金白淵在上海仁成学校任教。安昌浩、金枓奉、鮮于爀也曾擔任學校校长兼教师。金奎植在該學校教授英语。1935年11月，學校由於不接受日本驻沪总领事馆的教育指令（必須使用日本國定教科書、必須用日語教學）而關闭停辦。中國抗日戰爭結束後的1946年，仁成学校在虹口复校。學校用北韩的教材授課。1981年再次关门。
2006年，仁成学校研究会認定卢湾区马当路协成里1号是仁成学校於1926年10月至1935年11月期間的辦學遺址。